# Språk i Taiwan

Karta över det mest använda hemspråket per kommun år 2015

Taiwan (officiellt republiken Kina) har relativt stor språklig diversitet i jämförelse med sin storlek. Enligt Ethnologue är statens folkmängd 23,6 miljoner och antal levande språk 23.

Mall över ett taiwanesiskt tangentbord

Mandarinkinesiskas status är stark i Taiwan men sedan 1990-talet har också andra språk fått rum i offentligheten.

## Mandarinkinesiska och taiwanesiskt teckenspråk
Mandarinkinesiska är Taiwans enda officiella språk enligt landets grundlag. Det officiella namnet för statens officiella skriftspråk är taiwanesisk mandarinkinesiska (kinesiska: 國語; pinyin: Guóyǔ; ordagrant: "nationellt språk").
I Taiwan används de traditionella tecknen till skillnad mot det kinesiska fastlandet. Orsaken är det att de förenklade tecken introducerades av det kommunistiska partiet på 1950-talet och har aldrig styrt Taiwan. Den officiella orsaken till att förenkla tecken var att öka läskunnigheten, men den är faktiskt högre i Taiwan än på fastlandet, fast tecknen aldrig förenklades där. År 2011 slutade Taiwan använda de förenklade tecknen i alla regeringens officiella sidor.
I Taiwan har man traditionellt använt Wade–Giles-systemet för att romanisera kinesiska men under 2000-talet har man bytt allt mer till pinyin. Bopomofo används också i Taiwan med barnlitteratur.
Det taiwanesiska teckenspråket används av cirka 30 000 människor. Det kan delas i två huvuddialekter: Taipei och Tainan. Dess närmaste släktspråk är de koreanska och japanska teckenspråken. Teckenspråket har skyddats sedan 2018 under lagen om nationalspråken vilket innebär att teckenspråket ska användas i särskilt viktiga situationer såsom presidentens presskonferenser och briefing om coronapandemin.

## Hakka- och hokkienkinesiska
Efter mandarinkinesiska är de två mest talade språk i Taiwan är hakka- och hokkienkinesiska. Hakkatalande folk är bosatta primärt i landets södra delar (rund staden Kaohsiung) och hokkientalare i landets norra delar (rund huvudstadsregionen).
Hakkakinesiskan är ett skyddat språk sedan 2018 under det sk. hakka-dekretet som garanterar hakkakinesiskas status som ett nationalspråk. Byar vars befolkning är åtminstone en tredjedel är hakkatalande för finansiellt stöd från staten för att göra språket mer synligt. Ytterligare firas det hakkadagen och det finns en hakkaspråkig TV- och radiokanal som får statlig stöd.
En märkbar del av folket i Taiwan talar både hokkien- och mandarinkinesiska och de är i praktiken tvåspråkiga. Också hokkienkinesiska är skyddat och definierats som nationalspråk.

## Taiwans ursprungsspråk
Urhemmet till alla austronesiska språk anses vara på ön Taiwan. I dagens läge finns det officiellt 16 olika ursprungsspråk som delas vidare i olika dialekter.
De flesta ungdomar kan inte längre ursprungsspråken ordentligt men viljan att revitalisera dem är stark. Taiwans ursprungsfolk har drabbats av förföljelser oberoende på vem som styr ön, till exempel ett assimileringsprojekt som instiftades på 1960-talet av Chiang Kai-shek. Ursprungsfolket tvingades då att lära sig mandarinkinesiska. År 2016 bad president Tsai Ing-wen om ursäkt till Taiwans ursprungsfolk.
År 2017 fattade regeringen ett beslut om att definiera alla ursprungsspråken som nationalspråk. I praktiken betyder detta finansiellt stöd från staten för att skydda språken och befrämja deras användning. Taiwans ursprungsspråk skrivs allt mer med latinska alfabetet, vilket har ansetts som olämpligt.

## Främmande språk
Engelska talas och undervisas brett i taiwanesiska skolor. År 2018 föreslog premiärminister William Lai att engelska görs till officiellt språk vid sidan av kinesiska senast 2019.
Antalet som kan japanska har minskat och engelska har tagit över som det första främmande språket för största delen av taiwaneserna. Japanerna kom till Taiwan med sitt språk på 1890-talet, då ön blev en del av Japanska imperiet. I början var syftet att skapa ett tvåspråkigt samhälle där japanska var lingua franca mellan de olika grupper men år 1937 bytte kolonialisterna sin plan och försökte utrota alla andra språk från Taiwan. År 1938 uppskattade myndigheterna att cirka 80 % av hela befolkningen i Taiwan kunde japanska. Efter Japan kapitulerade i slutet av andra världskriget blev största delen av Taiwans högutbildade i praktiken illitterata, då kinesiska blev samhällets officiella språk. I dagens läge är det endast personer över 80 år eller äldre som kan japanska.
Indonesiska, vietnamesiska och thai talas också ganska mycket i Taiwan tack vare gästarbetare och invandrare.